# Aly Khan

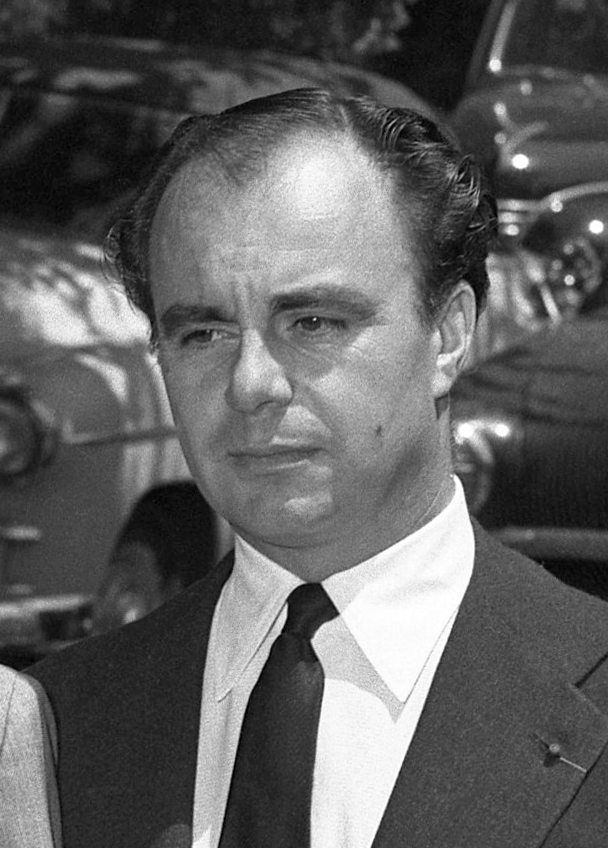
Aly Khan (1952)

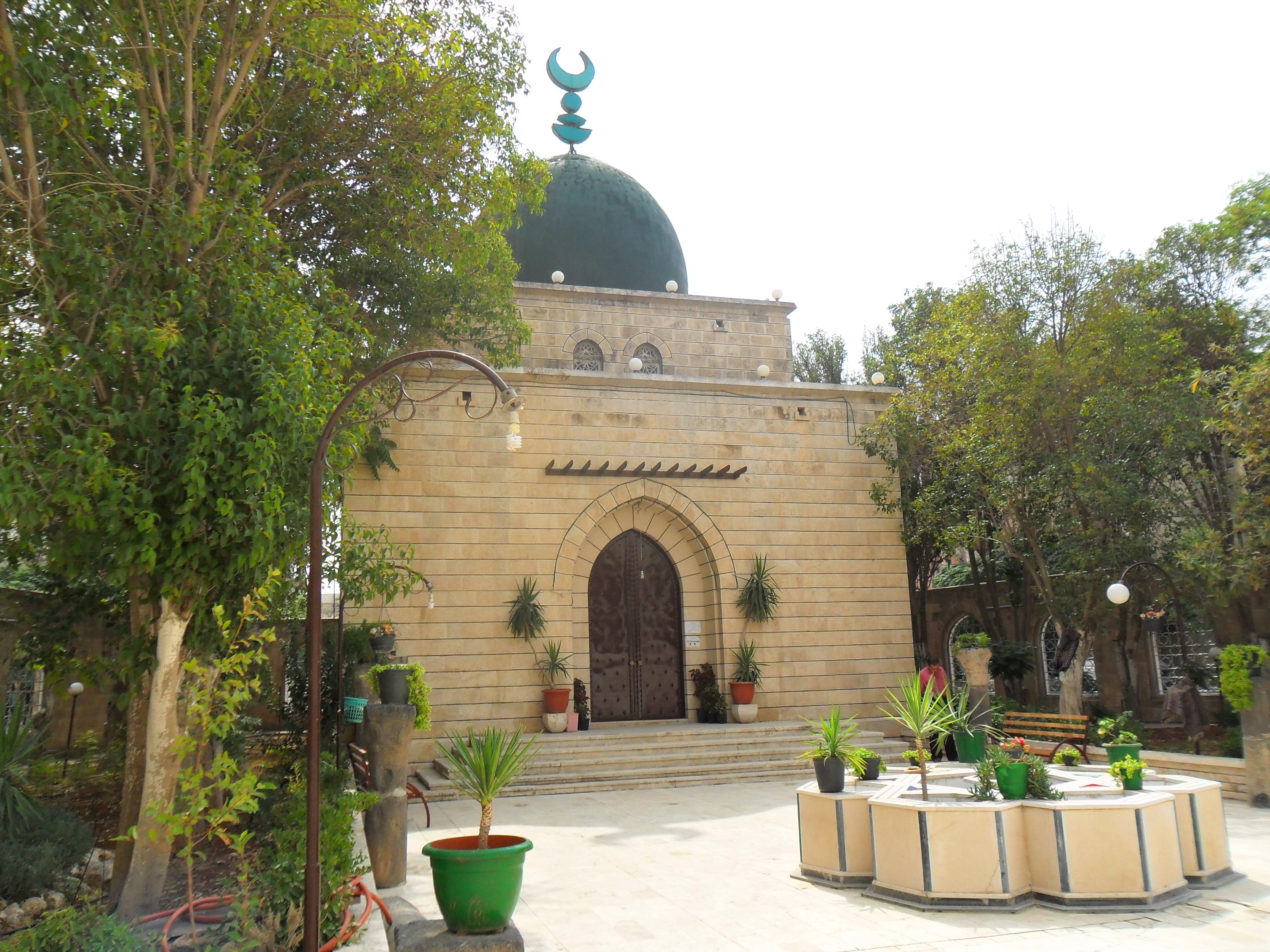
Mausoleum Aly Khans in Salamiyya

Ali Solomone Aga Khan, auch bekannt als Aly Khan, (* 13. Juni 1911 in Turin, Italien; † 12. Mai 1960 in Saint-Cloud, Frankreich) war ein pakistanischer Prinz.
Der Sohn von Aga Khan III. war von 1958 bis 1960 pakistanischer Botschafter bei den Vereinten Nationen in New York sowie Vizepräsident der UN-Generalversammlung. Sein ältester Sohn ist Karim Aga Khan IV., bis zu seinem Tod 2025 Oberhaupt der Ismailiten.

## Leben
Von 1936 bis 1949 war er mit dem ehemaligen Model Joan Yarde-Buller (1908–1997) verheiratet, der Tochter von John Yarde-Buller, 3. Baron Churston. Mit ihr hatte er zwei Söhne, Karim Aga Khan IV. und Amyn Aga Khan. Nach der Scheidung von Yarde-Buller im Jahr 1949 heiratete Aly Khan noch im gleichen Jahr Rita Hayworth, mit der er eine Tochter, Yasmin Aga Khan, hatte. Ende 1951, als sich das Paar bereits getrennt hatte, wurde eine Dokumentation unter dem Titel Champagne Safari über ihre zweite Hochzeitsreise veröffentlicht. Die Ehe wurde schließlich 1953 geschieden. Am 12. Mai 1960 verunglückte Prinz Aly Aga Khan am Steuer seines Lancia in der Nähe der französischen Pferderennbahn Saint-Cloud tödlich, als er mit einem entgegenkommenden Wagen zusammenstieß. Der Prinz hatte seinen Chauffeur auf den Rücksitz verbannt, weil er selber fahren wollte. Der Chauffeur und die schwangere Verlobte des Prinzen, das Model Bettina Graziani (1925–2015), überlebten den Unfall. Graziani erlitt eine Fehlgeburt.
Das Mausoleum von Aly Khan befindet sich in der ismailitischen Stadt Salamiyya in Syrien. Dort wurde ein Grabbau (Qubba) errichtet, in dem 1972 die abschließende Beerdigungszeremonie stattfand.